# Discografia de Dorival Caymmi
Este anexo contém os álbuns editados pelo compositor brasileiro Dorival Caymmi.

## Classificação por tipo de disco

### LP
| Título                                        | Ano  | Gravadora           | Série                  |
| --------------------------------------------- | ---- | ------------------- | ---------------------- |
| Canções Praieiras                             | 1954 | Odeon               | LDS 3004               |
| Sambas de Caymmi                              | 1955 | Odeon               | MODB 3028              |
| Canções do Mar                                | 1957 | Odeon               | BWB 1002               |
| Caymmi e o Mar                                | 1957 | Odeon               | MOFB 3011              |
| Eu Vou P'ra Maracangalha                      | 1957 | Odeon               | MOEB 3000              |
| Ary Caymmi - Dorival Barroso                  | 1958 | Odeon               | MOFB 3038              |
| Caymmi e Seu Violão                           | 1959 | Odeon               | MOFB 3093              |
| Eu Não Tenho Onde Morar                       | 1960 | Odeon               | MOFB 3150              |
| Caymmi visita Tom                             | 1964 | Elenco              | ME-17                  |
| Caymmi and The Girls From Bahia               | 1965 | Warner Bros / Odeon | 1614 / MOFB 364 (1967) |
| Vinicius e Caymmi no Zum Zum                  | 1967 | Elenco              | ME-23                  |
| Dorival Caymmi                                | 1969 | Imperial            | 30151                  |
| Encontro con Dorival Caymmi                   | 1969 | RCA                 | CALB 5229              |
| Caymmi                                        | 1972 | Odeon               | SMOAB 6007             |
| Caymmi também é de rancho                     | 1973 | Odeon               | SMOFB 3795             |
| Setenta anos                                  | 1984 | Funarte             | EE84003                |
| Caymmi, som, imagem, magia                    | 1985 | Sargaço             | 001/2                  |
| Caymmi's grandes amigos                       | 1986 | EMI                 | 31C 064.422.963        |
| Dorival Caymmi                                | 1986 | Phonodisc           | 034405236              |
| Dori, Nana, Danilo e Dorival Caymmi (ao vivo) | 1987 | EMI                 | 7487882                |
| Família Caymmi em Montreux                    | 1991 | Philips             | 510817-2               |
| Caymmi em família                             | 1994 | Som Livre           | 4001256                |
| Caymmi in Bahia                               | 1994 | Polygram            | M 522041 2             |

| Título                          | Ano  | Gravadora   | Série  |
| ------------------------------- | ---- | ----------- | ------ |
| Carmem Miranda & Dorival Caymmi | 1939 | Odeon       |        |
| Carmem Miranda & Dorival Caymmi | 1939 | Odeon       |        |
| Dorival Caymmi                  | 1943 | Continental | 15021  |
| Dorival Caymmi                  | 1943 | Continental | 15025  |
| Dorival Caymmi                  | 1943 | Continental | 15094  |
| Dorival Caymmi                  | 1945 | Odeon       | 12606  |
| Dorival Caymmi                  | 1946 | Odeon       | 12685  |
| Dorival Caymmi                  | 1947 | RCA Victor  | 800536 |
| Dorival Caymmi                  | 1948 | RCA Victor  | 800576 |
| Dorival Caymmi                  | 1948 | RCA Victor  | 800585 |
| Dorival Caymmi                  | 1949 | RCA Victor  | 800596 |
| Dorival Caymmi                  | 1952 | Odeon       | 13288  |
| Dorival Caymmi                  | 1953 | Odeon       | 13478  |
| Dorival Caymmi                  | 1954 | Odeon       | 13707  |
| Dorival Caymmi e seu violão     | 1954 | Odeon       | 13732  |
| Dorival Caymmi                  | 1956 | Odeon       | 13964  |
| Dorival Caymmi                  | 1956 | Odeon       | 13987  |
| Dorival Caymmi                  | 1956 | Odeon       | 14075  |
| Dorival Caymmi                  | 1957 | Odeon       | 14198  |
| Dorival Caymmi                  | 1957 | Odeon       | 14207  |
| Dorival Caymmi                  | 1957 | Odeon       | 14286  |
| Dorival Caymmi                  | 1960 | Odeon       | 14583  |
| Dorival Caymmi e Nana Caymmi    | 1960 | Odeon       | 14616  |

### Compilações
| Título                          | Ano  | Gravadora   | Série          |
| ------------------------------- | ---- | ----------- | -------------- |
| Saudades da Bahia               | 1980 | EMI         | 31C 036 422593 |
| Milagre                         | 1980 | Polygram    |                |
| Minha história                  | 1992 | Polygram    | 518660 2       |
| Meus momentos                   | 1993 | EMI         | 852359 2       |
| Mestres da MPB - Dorival Caymmi | 1994 | Continental | 995969 2       |
| Dorival e Nana Caymmi           | 1995 | BMG         | 7432130550 2   |
| Personalidade                   | 1995 | Philips     |                |
| História de pescadores          | 1996 | Odeon       | MOFB 3011      |

### Participações
| Título                               | Ano  | Gravadora        | Série        |
| ------------------------------------ | ---- | ---------------- | ------------ |
| Recordando Carlinhos Guinle          | 1962 | Philips          | P632116L     |
| Quarteto em Cy                       | 1972 | Odeon            | SMOFB 3732   |
| Sítio do Pica Pau Amarelo            | 1977 | Som Livre        | P632116L     |
| Carmen Miranda & Aurora Miranda      | 1990 | EMI              | 354 795323 2 |
| Elis Regina no fino da bossa ao vivo | 1994 | Velas            | 11-V030.V1   |
| Antonio brasileiro - Tom Jobim       | 1994 | Columbia Records | 419.058      |
| Songbook Ary Barroso                 | 1995 | Lumiar Discos    | LD 003/95    |
| Carmen Miranda - Carmen Miranda      | 1996 | Odeon            | 834703 2     |
| Marítimo - Adriana Calcanhotto       | 1999 | BMG              | 78914        |

## Canções por disco (por ordem cronológica)
- 1939. Carmen Miranda & Dorival Caymmi. A - O que é que a baiana tem ? (Dorival Caymmi), B - A preta do Acarajé (Dorival Caymmi)

- 1939. Carmen Miranda & Dorival Caymmi. A - Rainha do mar (Dorival Caymmi), B - Promessa de pescador (Dorival Caymmi)

- 1943. Dorival Caymmi. A - Essa nega fulô (Jorge de Lima / Osvaldo Santiago), B - Balaio grande (Dorival Caymmi / Osvaldo Santiago)

- 1943. Dorival Caymmi. A - É doce morrer no mar (Dorival Caymmi), B - A jangada voltou Só (Dorival Caymmi)

- 1943. Dorival Caymmi. A - O mar (I) (Dorival Caymmi), B - O mar (II) (Dorival Caymmi)

- 1945. Dorival Caymmi. A - Dora (Dorival Caymmi), B - Peguei um ita no norte (Dorival Caymmi)

- 1946. Dorival Caymmi. A - A vizinha do lado (Dorival Caymmi), B - Trezentas e sessenta e cinco Igrejas (Dorival Caymmi)

- 1947. Dorival Caymmi. A - Marina (Dorival Caymmi), B - Lá vem a baiana (Dorival Caymmi)

- 1948. Dorival Caymmi. A - A lenda do Abaeté (Dorival Caymmi), B - Saudade de Itapoã (Dorival Caymmi)

- 1948. Dorival Caymmi. A - Cantiga (Dorival Caymmi), B - Sodade matadera (Dorival Caymmi)

- 1949. Dorival Caymmi. A - O vento (Dorival Caymmi), B - Festa de rua (Dorival Caymmi)

- 1952. Dorival Caymmi. A - Não tem solução (Dorival Caymmi/Carlos Guinle), B - Nem eu (Dorival Caymmi)

- 1953. Dorival Caymmi. A - Tão só (Dorival Caymmi/Carlos Guinle), B - João Valentão (Dorival Caymmi)

- 1954. Dorival Caymmi. A - Quem vem pra beira do mar (Dorival Caymmi), B - Pescaria (Canoeiro) (Dorival Caymmi)

- 1954. Dorival Caymmi e seu violão. A - A jangada voltou só (Dorival Caymmi), B - É doce morrer no mar (Dorival Caymmi)

- 1954. Canções praieiras. 1 - Quem vem pra beira do mar (Dorival Caymmi), 2 - O "bem" do mar (Dorival Caymmi), 3 - O mar (Dorival Caymmi), 4 - Pescaria (Canoeiro) (Dorival Caymmi), 5 - É doce morrer no mar (Dorival Caymmi), 6 - A jangada voltou só (Dorival Caymmi), 7 - A lenda do Abaeté (Dorival Caymmi), 8 - Saudade de Itapoã (Dorival Caymmi)

- 1955. Sambas de Caymmi. 1 - Sábado em Copacabana (Carlos Guinle - Dorival Caymmi), 2 - Não tem solução (Carlos Guinle - Dorival Caymmi), 3 - Nunca mais (Dorival Caymmi), 4 - Só louco (Dorival Caymmi), 5 - Requebre que eu dou um doce (Dorival Caymmi), 6 - Vestido de bolero (Dorival Caymmi), 7 - A vizinha do lado (Dorival Caymmi), 8 - Rosa morena (Dorival Caymmi)

- 1956. Dorival Caymmi. A - Sábado em Copacabana (Dorival Caymmi/Carlos Guinle), B - Só louco (Dorival Caymmi)

- 1956. Dorival Caymmi. A - Saudades de Itapoã (Dorival Caymmi), B - A Lenda do Abaeté (Dorival Caymmi)

- 1956. Dorival Caymmi. A - Maracangalha (Dorival Caymmi), B - Fiz uma viagem (Dorival Caymmi)

- 1957. Dorival Caymmi. A - Saudades da Bahia (Dorival Caymmi), B - Roda pião (Dorival Caymmi)

- 1957. Dorival Caymmi. A - Acalanto (Dorival Caymmi), B - História pro sinhozinho (Dorival Caymmi)

- 1957. Canções do mar. 1 - O vento (Dorival Caymmi), 2 - Noite de temporal (Dorival Caymmi), 3 - Saudade de Itapoã (Dorival Caymmi), 4 - Dois de fevereiro (Dorival Caymmi)

- 1957. Caymmi e o mar. 1 - Canção da partida (Dorival Caymmi), 2 - Adeus da esposa (Dorival Caymmi), 3 - Temporal (Dorival Caymmi), 4 - Cantiga de noiva (Dorival Caymmi), 5 - Velório (Dorival Caymmi), 6 - Na manhã seguinte (Dorival Caymmi), 7 - O mar (Dorival Caymmi), 8 - Promessa de pescador (Dorival Caymmi), 9 - Noite de temporal (Dorival Caymmi),   10 - O vento (Dorival Caymmi), 11 - É doce morrer no mar (Dorival Caymmi), 12 - O bem do mar (Dorival Caymmi), 13 - Quem vem pra beira do mar (Dorival Caymmi), 14 - A jangada voltou só (Dorival Caymmi)

- 1957. Eu vou pra Maracangalha. 1 - Maracangalha (Dorival Caymmi), 2 - Samba da minha terra (Dorival Caymmi), 3 - Saudade da Bahia (Dorival Caymmi), 4 - Acontece que eu sou baiano (Dorival Caymmi), 5 - Fiz uma viagem (Dorival Caymmi), 6 - Vatapá (Dorival Caymmi), 7 - Roda pião (Dorival Caymmi), 8 - 365 Igrejas (Dorival Caymmi)

- 1957. Dorival Caymmi. A - 2 de Fevereiro (Dorival Caymmi), B - Saudades de Itapoã (Dorival Caymmi)

- 1958. Ary Caymmi - Dorival Barroso. 1 - Lá vem a baiana (Dorival Caymmi), 2 - Risque (Ary Barroso), 3 - Maracangalha (Dorival Caymmi), 4 - Por causa desta cabocla (Ary Barroso), 5 - João Valentão (Dorival Caymmi), 6 - Inquietação (Ary Barroso), 7 - Na Baixa do Sapateiro (Ary Barroso), 8 - Marina (Dorival Caymmi), 9 - Maria (Ary Barroso - Luiz Peixoto), 10 - Dora (Dorival Caymmi), 11 - Tu (Ary Barroso), 12 - Nem eu (Dorival Caymmi)

- 1959. Caymmi e Seu Violão. 1 - Canoeiro (Dorival Caymmi), 2 - A jangada voltou só (Dorival Caymmi), 3 - 2 de fevereiro (Dorival Caymmi), 4 - É doce morrer no mar (Dorival Caymmi), 5 - Coqueiro de Itapoã (Dorival Caymmi), 6 - O mar (Dorival Caymmi), 7 - O vento (Dorival Caymmi), 8 - O "bem" do mar (Dorival Caymmi), 9 - Quem vem pra beira do mar (Dorival Caymmi), 10 - A lenda do Abaeté (Dorival Caymmi), 11 - Promessa de pescador (Dorival Caymmi), 12 - Noite de temporal (Dorival Caymmi)

- 1960. Eu não tenho onde morar. 1 - Eu não tenho onde morar (Dorival Caymmi), 2 - Rosa Morena (Dorival Caymmi), 3 - Acontece que eu sou baiano (Dorival Caymmi), 4 - Acalanto (Dorival Caymmi), 5 - Vestido de bolero (Dorival Caymmi), 6 - O dengo que a nega tem (Dorival Caymmi), 7 - Dora (Dorival Caymmi), 8 - O que é que a baiana tem (Dorival Caymmi), 9 - A vizinha do lado (Dorival Caymmi), 10 - Adeus (Dorival Caymmi), 11 - São Salvador (Dorival Caymmi), 12 - Marina (Dorival Caymmi)

- 1960. Dorival Caymmi. A -São Salvador (Dorival Caymmi), B - Eu não tenho onde morar (Dorival Caymmi)

- 1960. Dorival Caymmi e Nana Caymmi. A - Rosa morena (Dorival Caymmi), B - Acalanto (Dorival Caymmi)

- 1962. Recordando Carlinhos Guinle Dorival Caymmi participa junto com Hugo Lima na canção "Nesta rua tão deserta"

- 1964. Caymmi visita Tom. 1 - ...Das rosas (Dorival Caymmi; intérprete: Dorival Caymmi), 2 - Só tinha de ser com você  (Tom Jobim - Aloysio de Oliveira; intérprete: Tom Jobim), 3 - Inútil paisagem (Tom Jobim - Aloysio de Oliveira; intérpretes: Dorival Caymmi y Nana Caymmi), 4 - Vai de vez (Lula Freire - Roberto Menescal; intérpretes: Dorival Caymmi, Nana Caymmi, Tom Jobim y Stella Caymmi), 5 - Canção da noiva (Dorival Caymmi; intérprete: Stella Caymmi), 6 - Saudade da Bahia (Dorival Caymmi; intérpretes: Dorival Caymmi y Tom Jobim), 7 - Tristeza de nós dois (Maurício Einhorn - Durval Ferreira - Bebeto; intérprete: Nana Caymmi), 8 - Berimbau (Baden Powell - Vinicius de Moraes; intérpretes: Dorival Caymmi, Nana Caymmi, Tom Jobim y Stella Caymmi), 9 - Sem você (Tom Jobim - Vinicius de Moraes, intérprete: Nana Caymmi)

- 1965. Caymmi and The Girls From Bahia. 1 - ...Das rosas (Dorival Caymmi), 2 - Sábado em Copacabana (Carlos Guinle - Dorival Caymmi), 3 - Berimbau (Baden Powell - Vinicius de Moraes), 4 - Saudade da Bahia (Dorival Caymmi), 5 - Saudades de Itapuã (Dorival Caymmi), 6 - Maracangalha (Dorival Caymmi), 7 - Marcha dos pescadores (Dorival Caymmi), 8 - Morrer de amor (Luvercy Fiorini - Oscar Castro Neves), 9 - Temporal (Dorival Caymmi), 10 - Praia da Amaralina (Castilho - De Assis), 11 - O vento (Dorival Caymmi), 12 - Samba da minha terra (Dorival Caymmi)

- 1967. Vinicius e Caymmi no Zum Zum. 1 - Bom dia amigo (Baden Powell - Vinicius de Moraes) • Carta a Tom (Vinicius de Moraes)• Berimbau (Baden Powell - Vinicius de Moraes) (Intérpretes: Quarteto em Cy / Vinicius de Moraes, 2 - Tem dó de mim (Carlos Lyra; intérpretes: Quarteto em Cy), 3 - Broto maroto (Carlos Lyra - Vinicius de Moraes; intérpretes: Quarteto em Cy, Vinicius de Moraes), 4 - Minha namorada (Carlos Lyra - Vinicius de Moraes; Quarteto em Cy, Vinicius de Moraes), 5 - Saudade da Bahia (Dorival Caymmi) • Das rosas (Dorival Caymmi) (intérpretes: Dorival Caymmi / Quarteto em Cy), 6 - História de pescadores (Dorival Caymmi; intérpretes: Dorival Caymmi, Quarteto em Cy), 7 - Dia da criação (Vinicius de Moraes; intérprete: Vinicius de Moraes), 8 - Aruanda (Carlos Lyra - Geraldo Vandré; intérpretes: Quarteto em Cy), 9 - Adalgiza (Dorival Caymmi; intérpretes: Dorival Caymmi, Quarteto em Cy), 10 - Formosa (Baden Powell - Vinicius de Moraes; intérpretes: Quarteto em Cy, Vinicius de Moraes), 11 - Final (Dorival Caymmi, Quarteto em Cy, Vinicius de Moraes)

- 1969. Dorival Caymmi.

- 1969. Encontro com Dorival Caymmi.

- 1972. Caymmi. 1 - Promessa de pescador (Dorival Caymmi), 2 - Morena do mar (Dorival Caymmi), 3 - Santa Clara clareou (Dorival Caymmi), 4 - Canto de Nanã (Dorival Caymmi), 5 - Dona Chica (Francisca Santos das Flores), 6 - Oração de Mãe Menininha (Dorival Caymmi), 7 - Eu cheguei lá (Dorival Caymmi), 8 - Sodade matadeira (Dorival Caymmi), 9 - A preta do acarajé (Dorival Caymmi), 10 - Rainha do mar (Dorival Caymmi), 11 - Vou ver Juliana (Dorival Caymmi), 12 - Itapoã (Dorival Caymmi), 13 - Canto do Obá (Jorge Amado - Dorival Caymmi)

- 1972. Quarteto em Cy. Dorival Caymmi participa na canção "Canto do Obá" (Jorge Amado - Dorival Caymmi)

- 1973. Caymmi também é de rancho. 1 - ...Das rosas (Dorival Caymmi), 2 - Rosa morena (Dorival Caymmi), 3 - Canção da partida (Da História de pescadores) (Dorival Caymmi), 4 - Marina (Dorival Caymmi), 5 - Canoeiro (Dorival Caymmi), 6 - Sábado em Copacabana (Carlos Guinle - Dorival Caymmi), 7 - Coqueiro de Itapoã (Dorival Caymmi), 8 - Peguei um Ita no norte (Dorival Caymmi), 9 - Nem eu (Dorival Caymmi), 10 - O bem do mar (Dorival Caymmi), 11 - Temporal (Da História de pescadores) (Dorival Caymmi), 12 - Acalanto (Dorival Caymmi)

- 1977. Sítio do Picapau Amarelo. Dorival Caymmi participa na canção "Tia Anastácia"

- 1980. Saudades da Bahia.

- 1980. Milagre.

- 1984. Setenta anos. Bloco 1 - Postais da Bahia: • Sodade matadeira (Dorival Caymmi) • Saudade da Bahia (Dorival Caymmi) • Você já foi à Bahia? (Dorival Caymmi) • 365 igrejas (Dorival Caymmi) • Pregões (folclore) • A preta do acarajé (Dorival Caymmi) • Vatapá (Dorival Caymmi), Bloco 2 - Das Mulheres: • Modinha pra Gabriela (Dorival Caymmi) • Francisca Santos das Flores (Dorival Caymmi) • Marina (Dorival Caymmi) • Eu cheguei lá (Dorival Caymmi) • Dora (Dorival Caymmi) • Adalgisa (Dorival Caymmi), Bloco 3 - Cenas da Bahia: Praias e Festas: • Saudade de Itapoã (Dorival Caymmi) • Dois de fevereiro (Dorival Caymmi) • Festa de rua (Dorival Caymmi), Bloco 4 - Histórias & Lendas de Pescadores: • A jangada voltou só (Dorival Caymmi) • Noite de temporal (Dorival Caymmi) • O vento (Dorival Caymmi), Bloco 5 - O Amor Pelo Mar: • É doce morrer no mar (Dorival Caymmi-Jorge Amado) • O bem do mar (Dorival Caymmi) • Quem vem pra beira do mar (Dorival Caymmi) • Milagre (Dorival Caymmi), Bloco 6 - Canções de Amor: • Saudade (Dorival Caymmi - Fernando Lobo) • Nem eu (Dorival Caymmi) • Não tem solução (Dorival Caymmi-Carlos Guinle Filho), Bloco 7 - Caymmi Pede Abenção: • Oração de Mãe Menininha (Dorival Caymmi) • Acalanto (Dorival Caymmi) • Canção da partida (Dorival Caymmi)

- 1985. Caymmi, som, imagem, magia. DISCO 1. 1 - Depoimento de Jorge Amado, 2 - É doce morrer no mar (Jorge Amado - Dorival Caymmi), 3 - Festa de rua (Dorival Caymmi), 4 - A preta do acarajé (Dorival Caymmi), 5 - Canção da partida [História de pescadores - 1] (Dorival Caymmi), 6 - A lenda do Abaeté (Dorival Caymmi), 7 - O que é que a baiana tem? (Dorival Caymmi), 8 - Depoimento de Caetano Veloso, 9 - Depoimento de Tom Jobim, 10 - Das rosas (Dorival Caymmi), 11 - Dora (Dorival Caymmi), 12 - Eu fiz uma viagem (Dorival Caymmi), 13 - Peguei um Ita no norte (Dorival Caymmi), 14 - Maracangalha (Dorival Caymmi), 15 - Acalanto (Dorival Caymmi), 16 - Depoimento de Carybé

- 1985. Caymmi, som, imagem, magia. DISCO 2. 1 - Caymmiana (Radamés Gnattali sobre temas de Dorival Caymmi), 2 - Você já foi à Bahia? (Dorival Caymmi), 3 - João Valentão (Dorival Caymmi), 4 - O samba da minha terra (Dorival Caymmi), 5 - Sargaço mar (Dorival Caymmi), 6 - A Mãe d'Água e a menina (Dorival Caymmi), 7 - Pescaria (Dorival Caymmi), 8 - Vatapá (Dorival Caymmi), 9 - Marina (Dorival Caymmi), 10 - Dois de fevereiro (Dorival Caymmi), 11 - Oração de Mãe Menininha (Dorival Caymmi)

- 1986. Caymmi's grandes amigos. 1 - Canção da partida (Dorival Caymmi; intérpretes: Dorival Caymmi, Danilo Caymmi, Dori Caymmi), 2 - João Valentão (Dorival Caymmi; intérprete: Nana Caymmi), 3 - Das rosas (Dorival Caymmi; intérpretes: Danilo Caymmi, Dori Caymmi, Nana Caymmi), 4 - Velhas estórias (Danilo Caymmi - Dorival Caymmi; intérprete: Danilo Caymmi), 5 - A vizinha do lado (Dorival Caymmi; intérprete: Dori Caymmi), 6 - Canção antiga (Dorival Caymmi; intérprete: Nana Caymmi), 7 - Acalanto (Dorival Caymmi; intérpretes: Dorival Caymmi, Nana Caymmi), 8 - Requebre que eu dou um doce (Dorival Caymmi) • Vestido de bolero (Dorival Caymmi; intérpretes: Danilo Caymmi, Dori Caymmi), 9 - Dora (Dorival Caymmi; intérprete: Nana Caymmi), 10 - O mar (Dorival Caymmi; intérprete: Danilo Caymmi), 11 - Peguei um ita no norte (Dorival Caymmi; intérpretes: Danilo Caymmi, Dori Caymmi)

- 1986. Dorival Caymmi.

- 1987. Dori, Nana, Danilo e Dorival Caymmi. 1 - Promessa de pescador (Dorival Caymmi), 2 - Meu menino (Ana Terra - Danilo Caymmi), 3 - Velho piano (Dori Caymmi - Paulo César Pinheiro), 4 - Só louco (Dorival Caymmi), 5 - Vatapá (Dorival Caymmi), 6 - Andança (Edmundo Souto - Danilo Caymmi - Paulinho Tapajós), 7 - João Valentão (Dorival Caymmi), 8 - Acalanto (Dorival Caymmi), 9 - Quem vem pra beira do mar (Dorival Caymmi), 10 - Nem eu (Dorival Caymmi), 11 - Marina (Dorival Caymmi), 12 - Severo do Pão (Dorival Caymmi), 13 - A Mãe D'Água e a menina (Dorival Caymmi), 14 - Adalgisa (Dorival Caymmi), 15 - História de pescadores: Canção da partida (Dorival Caymmi)

- 1990. Carmen Miranda & Aurora Miranda. Dorival Caymmi participa na canção "O que é que a baiana tem"

- 1992. Minha historia. 1 - Saudade da Bahia (Dorival Caymmi; intérpretes: Dorival Caymmi y  Tom Jobim), 2- Modinha pra Gabriela (Dorival Caymmi; intérpretes: Gal Costa), 3 - Coqueiro de Itapuã (Dorival Caymmi), 4 - Nesta rua tão deserta - (intérprete: Nana Caymmi), 5 - Sábado em Copacabana (Carlos Guinle - Dorival Caymmi; intérprete: Sylvia Telles), 6 - O samba da minha terra (Dorival Caymmi; intérpretes: Os Cariocas), 7 - Só Louco (Dorival Caymmi; intérprete: Gal Costa), 8 - João Valentão (Dorival Caymmi; intérprete: Elis Regina), 9 - Nunca Mais/Dora/Eu não tenho onde morar, 10 - Dois de fevereiro (Dorival Caymmi; intérprete: Gal Costa), 11 - História de pescadores (Dorival Caymmi; intérpretes: Dorival Caymmi y Quarteto em Cy), 12 - Oração de Mãe Menininha (Dorival Caymmi; intérpretes: Gal Costa y Maria Bethânia, 13 - Você já foi à Bahia? (Dorival Caymmi; intérprete: Danilo Caymmi), 14 - Maracangalha (Dorival Caymmi; intérpretes: Dorival, Nana e Danilo Caymmi)

- 1993. Meus momentos. 1 - A jangada voltou só (Dorival Caymmi), 2 - Dois de fevereiro (Dorival Caymmi), 3 - É doce morrer no mar (Dorival Caymmi), 4 - O mar (Dorival Caymmi), 5 - O bem do mar (Dorival Caymmi), 6 - A lenda do Abaeté (Dorival Caymmi), 7 - João Valentão (Dorival Caymmi), 8 - Eu não tenho onde morar (Dorival Caymmi), 9 - Acalanto (Dorival Caymmi), 10 - Promessa de pescador (Dorival Caymmi), 11 - Vestido de Bolero (Dorival Caymmi), 12 - Rosa Morena (Dorival Caymmi), 13 - Dora (Dorival Caymmi), 14 - O que é que a baiana tem (Dorival Caymmi), 15 - Marina (Dorival Caymmi), 16 - ...das Rosas (Dorival Caymmi)

- 1994. Caymmi em família. 1 - Vamos falar de Tereza (Danilo Caymmi - Dorival Caymmi), 2 - Deixa ficar (Roger Henri - Vera Cordovil), 3 - O casarão (Ribamar - Romeo Nunes), 4 - A vida vai mudar (Dudu Falcão - Danilo Caymmi), 5 - Tia Anastácia (Dorival Caymmi), 6 - Um sonho maior (Sergio Fonseca - César Costa Filho), 7 - Esse amor (Dudu Falcão - Roger Henri), 8 - Eu te amo (Cacaso - Sueli Costa), 9 - Afoxé (Dorival Caymmi), 10 - Na ribeira deste rio (Fernando Pessoa - Dori Caymmi), 11

Vem morena (Danilo Caymmi - Paulo César Pinheiro), 12 - O bem e o mal (Dudu Falcão - Danilo Caymmi), 13 - Dois corações (André Sperling - Ronaldo Bastos), 14 - Retirante (Jorge Amado - Dorival Caymmi), 15 - Oiá (Jorge Amado - Dorival Caymmi)
- 1994. Caymmi in Bahia.

- 1994. Mestres da MPB - Dorival Caymmi.

- 1994. Elis Regina no fino da bossa ao vivo. Dorival Caymmi participa na seção "Elis recebe Dorival Caymmi", onde o cantor e compositor interpreta suas canções Lá vem a baiana, Saudade da Bahia e ...das rosas junto com Elis Regina e Zimbo Trio

- 1994. Antonio brasileiro (Tom Jobim). Dorival Caymmi participa interpretando sua canção

Maricotinha
- 1995. Dorival e Nana Caymmi.

- 1995. Personalidade.

- 1995. Songbook Ary Barroso. Dorival Caymmi participa na canção "Tu"

- 1996. História de pescadores. 1 - Canção da partida (Dorival Caymmi), 2 - Adeus da esposa (Dorival Caymmi), 3 - Temporal (Dorival Caymmi), 4 - Cantiga de noiva (Dorival Caymmi), 5 - Velório (Dorival Caymmi), 6 - Na manhã seguinte (Dorival Caymmi), 7 - O mar (Dorival Caymmi), 8 - Promessa de pescador (Dorival Caymmi), 9 - Noite de temporal (Dorival Caymmi), 10 - O vento (Dorival Caymmi), 11 - É doce morrer no mar (Dorival Caymmi), 12 - O bem do mar (Dorival Caymmi), 13 - Quem vem pra beira do mar (Dorival Caymmi), 14 - A jangada voltou só (Dorival Caymmi)

- 1996. Carmen Miranda (Carmen Miranda). Dorival Caymmi participa interpretando suas canções O que é que a baiana tem?, A preta do acarajé e Roda pião

- 1999. Marítimo (Adriana Calcanhotto). Dorival Caymmi participa interpretando sua canção Quem vem pra beira do mar